# IKEA Deutschland

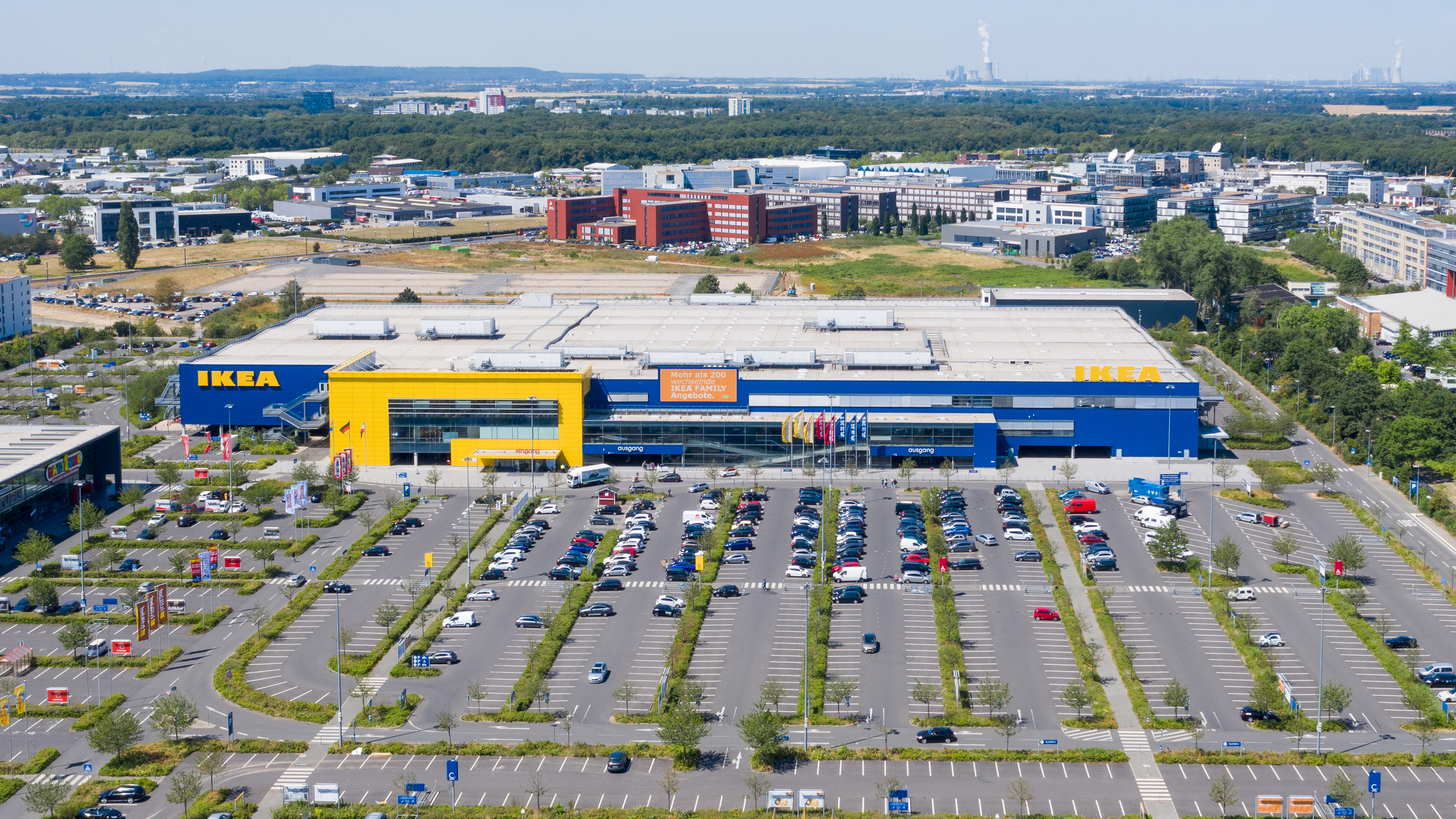
Eine Niederlassung der IKEA Deutschland in Köln-Ossendorf mit Parkplatz

Die IKEA Deutschland GmbH & Co. KG ist ein deutsches Unternehmen der Einrichtungsbranche, das mit Stand September 2020 bundesweit 54 IKEA-Einrichtungshäuser betreibt. Der Stammsitz des Unternehmens ist München, die Verwaltung befindet sich in Hofheim am Taunus zwischen Wiesbaden und Frankfurt am Main.
Die Gesellschaft ist Teil des IKEA-Konzerns (INGKA Holding B.V., Leiden, Niederlande). Im Geschäftsjahr 2012 entfielen etwa 14 Prozent (3,88 Milliarden Euro) des gesamten Konzernumsatzes auf Deutschland. IKEA Food Deutschland ist einer der größten Systemgastronomieanbieter in Deutschland mit einem Umsatz von 221 Millionen Euro (2016).

## Standorte
Das erste IKEA-Möbelhaus in Deutschland wurde am 17. Oktober 1974 in Eching bei München eröffnet. 1987 gab es 18 Häuser: Berlin-Spandau, Kaltenkirchen, Stuhr, Großburgwedel, Löhne (geschlossen am 31. März 1996), Kassel, Dorsten, Kamen, Kaarst, Köln-Godorf, Walldorf, Hofheim am Taunus, Saarlouis Lisdorf, Fürth, Stuttgart, Freiburg im Breisgau und Eching.
Seit dem 13. Dezember 2010 befindet sich in Berlin-Lichtenberg an der Landsberger Allee die zum Zeitpunkt der Eröffnung weltweit größte Filiale außerhalb Schwedens mit einer Bruttogeschossfläche von rund 43.000 m². Bei den Einrichtungshäusern in Oldenburg und Rostock handelt es sich um die ersten weltweit mit einem Glasanbau für den erweiterten Pflanzenbereich.
Am 14. März 2014 wurde ein neues Einrichtungshaus in Lübeck-Dänischburg eröffnet, das einem in Deutschland neuen Konzept folgt. So entstand hier, in einer Einheit mit dem Einrichtungshaus, das LUV-Shopping-Center und ein auf demselben Gelände errichteter Baumarkt.
Am 30. Juni 2014 wurde ein drittes Einrichtungshaus in Hamburg eröffnet. Im Stadtteil Altona gibt es jetzt – nach dem bereits 1993 eröffneten Haus in Essen – das zweite IKEA-Kaufhaus in der Innenstadt einer Großstadt. Um kein allzu extremes Verkehrschaos aufkommen zu lassen, kann man sich hier – auch ein Novum – Lasten-Fahrräder ausleihen, um die Waren umweltfreundlich nach Hause zu transportieren. Da sich in unmittelbarer Nähe dieses Möbelhauses vier S-Bahn- und zehn Buslinien befinden, ist es – laut IKEA – „ein idealer Standort“.
Das 50. deutsche IKEA-Einrichtungshaus wurde am 13. August 2015 in Kaiserslautern eröffnet.
Im September 2017 gab es in Deutschland 53 IKEA-Möbelhäuser in Berlin (drei Filialen), Bielefeld, Braunschweig, Bremerhaven, Chemnitz, Dortmund, Dresden, Düsseldorf, Duisburg, Eching, Erfurt, Essen, Frankfurt am Main, Freiburg im Breisgau, Fürth, Gersthofen, Großburgwedel, Hamburg (drei Filialen), Hanau, Hannover, Hofheim am Taunus, Kaarst, Kaiserslautern, Kamen, Kassel, Kiel, Koblenz, Köln (zwei Filialen), Leuna, Lübeck, Ludwigsburg, Magdeburg, Mannheim, Oldenburg, Osnabrück, Regensburg, Rostock, Saarlouis, Schönefeld, Siegen, Sindelfingen, Stuhr, Taufkirchen, Ulm, Walldorf, Wetzlar, Wuppertal und Würzburg. Zudem gibt es eine Abhol- und Bestellstation in Ravensburg sowie eine reine Abholstation in Leipzig.
Am 12. Oktober 2017 wurde in Kaarst statt der zuvor bestehenden Filiale das bislang nachhaltigste IKEA-Einrichtungshaus der Welt eröffnet.
In Karlsruhe wurde am 24. September 2020 das 54. IKEA-Haus in Deutschland eröffnet. Es soll das letzte „klassisch im IKEA-Stil und vor den Toren der Stadt“ sein.
In Essen und Eching war der Neubau der bestehenden Filialen geplant. Aufgrund einer neuen Unternehmensstrategie wurden die für 2019 bzw. 2020 geplanten Eröffnungen in Memmingen und Nürnberg vorerst gestoppt und neue Konzepte überprüft. Ein geplanter Bau in Bottrop wurde nicht verwirklicht.
In der über fünfzigjährigen Geschichte von IKEA Deutschland wurden bisher die zehn Filialen in Kaltenkirchen, Stuhr, Löhne, Dorsten, Fürth, Kamen, Kassel, Stuttgart, Bous und Kaarst geschlossen und durch Einrichtungshäuser an anderen Standorten ersetzt, wobei die Filialen in Kamen und Fürth jeweils in einen Neubau auf die gegenüberliegende Straßenseite umzogen. Ebenso wurde auch mit der zehnten Filiale verfahren, die in Eching bei München nur einige 100 Meter weiter gezogen ist. Die Filiale in Groß Mackenstedt, vor den Toren Bremens, zog 2000 rund 10 km in östliche Richtung nach Brinkum um, ebenfalls der Gemeinde Stuhr zugehörig. Für die Dorstener Filiale wurde das Einrichtungshaus in Essen eröffnet, das als erstes deutsches Haus in unmittelbarer Innenstadtlage errichtet ist. Im Juli 2010 eröffnete das Einrichtungshaus Düsseldorf-Reisholz nach 13 Monaten Umbauzeit seine Pforten. Dessen 7.500 m² Ausstellungsfläche ist die weltweit größte unter den IKEA-Filialen. Im Oktober 2017 ersetzte der Neubau der bisher kleinsten Filiale in Kaarst diese.
| Einrichtungshaus                     | Eröffnung      | Verkaufsfläche m² |
| ------------------------------------ | -------------- | ----------------- |
| Augsburg (Gersthofen)                | 2006           | 31.000            |
| Berlin-Lichtenberg                   | 2010           | 43.000            |
| Berlin-Spandau                       | 1979/2002      | 36.300            |
| Berlin-Tempelhof (Berlin-Schöneberg) | 2003           | 37.000            |
| Berlin-Waltersdorf (Schönefeld)      | 1993           | 25.000            |
| Bielefeld                            | 1996/2002/2017 | 29.000            |
| Braunschweig                         | 1993/2002      | 27.000            |
| Brinkum                              | 1976/2000      | 21.700            |
| Bremerhaven                          | 2015           | 18.000            |
| Chemnitz                             | 1994           | 20.400            |
| Dortmund                             | 1999/2007      | 29.500            |
| Dresden                              | 2001           | 27.500            |
| Duisburg                             | 2005           | 31.700            |
| Düsseldorf                           | 1999           | 39.000            |
| Erfurt                               | 2005           | 28.200            |
| Essen                                | 1993           | 22.800            |
| Frankfurt                            | 2007           | 35.000            |
| Freiburg                             | 1981/2007      | 26.800            |
| Großburgwedel                        | 1976/2000      | 24.600            |
| Halle/Leipzig (Leuna)                | 1994           | 23.100            |
| Hamburg-Altona                       | 2014           | 18.000            |
| Hamburg-Moorfleet                    | 2002           | 35.600            |
| Hamburg-Schnelsen                    | 1989           | 31.200            |
| Hanau                                | 1997           | 22.300            |
| Hannover EXPO-Park                   | 2006           | 36.000            |
| Kaarst                               | 1979/2017      | 25.000            |
| Kaiserslautern                       | 2015           | 24.000            |
| Kamen                                | 1978/2004      | 29.100            |
| Karlsruhe                            | 2020           | 25.500            |
| Kassel                               | 1980/1994      | 25.300            |
| Kiel                                 | 2002           | 29.300            |
| Koblenz                              | 2006           | 29.300            |
| Köln Am Butzweilerhof                | 2009           | 42.700            |
| Köln-Godorf                          | 1975/2006      | 36.900            |
| Lübeck                               | 2014           | 25.500            |
| Ludwigsburg                          | 1998/2008      | 32.200            |
| Magdeburg                            | 2017           | 18.000            |
| Mannheim                             | 2004           | 34.600            |
| München-Brunnthal (Taufkirchen)      | 2003           | 37.700            |
| München-Eching (Freising)            | 1974/2001      | 32.300            |
| Nürnberg/Fürth (Fürth)               | 1981/2004      | 34.600            |
| Oldenburg                            | 2007           | 37.000            |
| Osnabrück                            | 2005           | 28.000            |
| Regensburg                           | 2001           | 24.300            |
| Rostock                              | 2007           | 28.000            |
| Saarlouis                            | 1981/1998      | 24.600            |
| Siegen                               | 2005           | 24.900            |
| Sindelfingen                         | 1997/2008      | 34.300            |
| Ulm                                  | 2003/2006      | 30.700            |
| Wallau (Hofheim am Taunus)           | 1977/2001      | 34.300            |
| Walldorf                             | 1981           | 25.000            |
| Wetzlar                              | 2017           | 18.000            |
| Wuppertal                            | 2016           | 25.500            |
| Würzburg                             | 2009           | 36.000            |

## Logistik
Ein wichtiger Vertriebsstandort ist das Distributionslager in Salzgitter. Hier stehen 240.000 Palettenplätze zur Verfügung.
Übertroffen wurde es durch das seit 2003 schrittweise ausgebaute Warenverteilzentrum in Dortmund. Hier hat IKEA für 135 Millionen Euro auf einer ehemaligen Montanbrache in Ellinghausen am Dortmund-Ems-Kanal eine Kapazität von 430.000 Palettenplätzen auf einer Grundfläche von rund 200.000 Quadratmetern geschaffen. Im ersten Bauabschnitt wurden drei neue Hallen errichtet (Halle Customer Distribution Center (CDC), European Low Flow (ELF) und Activity Dortmund (ADO)). Das ELF ist etwa 750 mal 180 Meter groß und wurde am 21. September 2007 eröffnet. Im für Herbst/Winter 2007/2008 geplanten zweiten Bauabschnitt wird zunächst das ELF auf einer südlichen Freifläche spiegelbildlich kopiert. Perspektivisch ist ebenso die Errichtung des ADO II nach dem gleichen Prinzip geplant.
Aus Dortmund werden alle europäischen IKEA-Einrichtungshäuser mit kleinvolumigen Artikeln und Aktivitätswaren versorgt. Auch der Direktvertrieb über das Internet nach Deutschland, Belgien und die Niederlande wird über das Lager in Dortmund abgewickelt. Zudem ist es Standort von IKEA IT und IKEA Trading.
Der Transport von IKEA-Produkten aus Schweden nach Dortmund erfolgt teilweise per Eisenbahn. Am 27. Juni 2002 fuhr der erste von IKEA Rail AB in Eigenregie geführte Zug von Älmhult nach Duisburg. Ende 2003 gab IKEA die Auflösung der IKEA Rail AB bekannt. Als Grund nannte IKEA eine Konzentration auf das Kerngeschäft.
Inzwischen werden mehrmals wöchentlich verkehrende, durch Hector Rail und DB Cargo gefahrene Zugverbindungen des kombinierten Verkehrs zwischen Norrköping und Wanne-Eickel genutzt.

## Systemgastronomie
Die Systemgastronomie des Möbelkonzerns war zunächst zur Steigerung der Verweildauer der Kundschaft gedacht. 2017 besuchten jedoch ein Drittel der Kunden nur wegen des Essens eine deutsche IKEA-Filiale. Nach Umsatz ist IKEA eine der führenden Gastronomieketten in Deutschland und lag 2017 auf Platz acht hinter Subway und noch vor Vapiano. Von den jährlich rund 100 Millionen IKEA-Besuchern in Deutschland verköstigen sich laut Angaben des Unternehmens rund 40 Millionen Kunden im Bistro, dem Restaurant oder dem Schwedenshop. In den Einrichtungshäusern in Deutschland werden rund 15 Millionen Hauptgerichte serviert. Der Umsatz lag 2016 bei 221 Millionen Euro.

## Geschäftsführung
- 1992 bis 1998: Uwe Kettering[17]
- 1998 bis 2005: Werner Weber[18]
- 2005: Luc Lauwers[19]
- 2006 bis 2011: Petra Hesser[20]
- 2011 bis 2017: Peter Betzel[21]
- 2018 bis 2022: Dennis Balslev[21]
- seit 2022: Walter Kadnar[22]

## Rezeption in den Medien

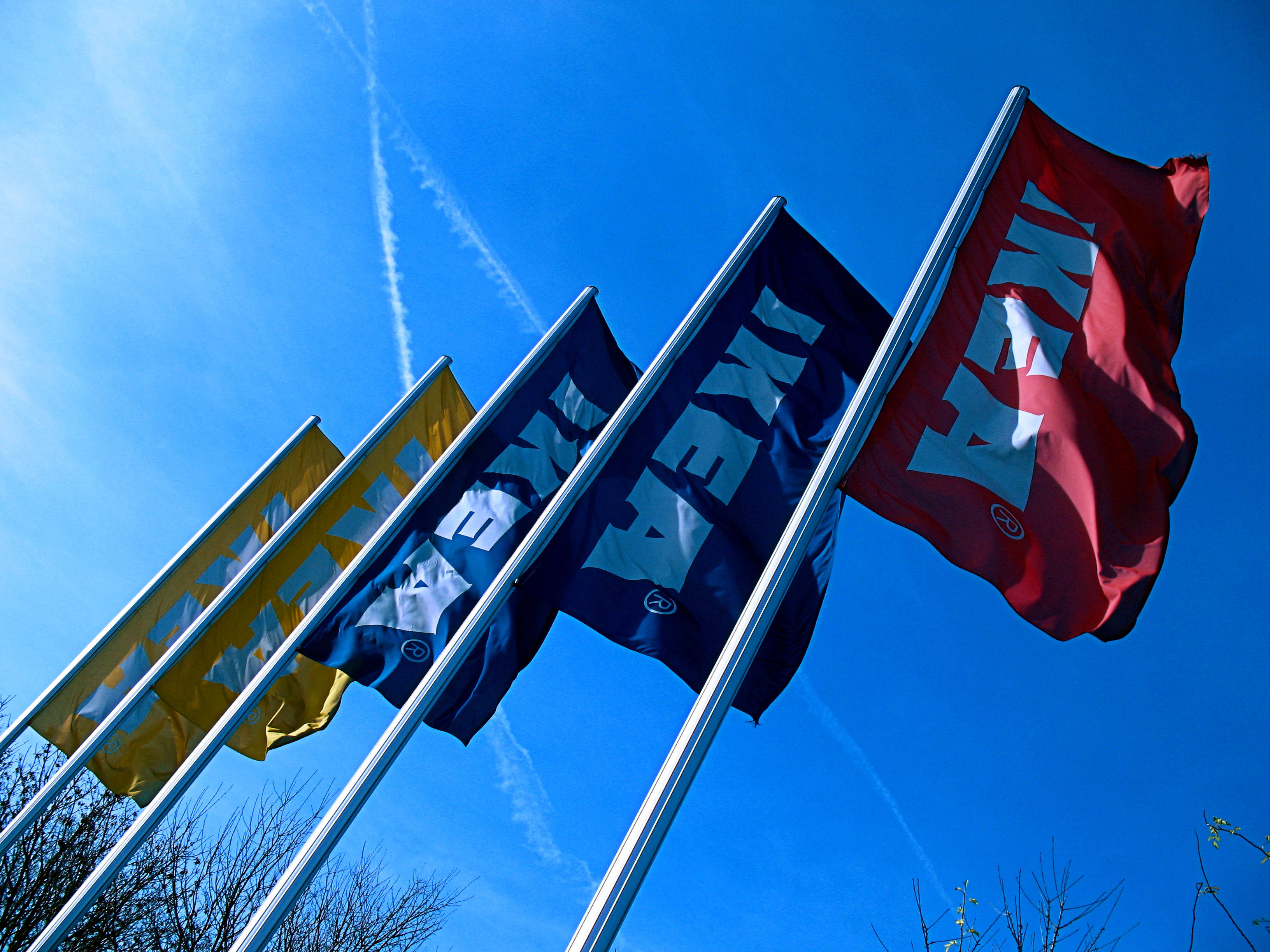
IKEA-Werbeflaggen im Wind

Über den Bau der IKEA-Filiale bei Erfurt 2005 hat Eikon in Zusammenarbeit mit Arte eine fünfteilige Doku-Soap gedreht. Bei der ZDF-Auftragsproduktion Der Osten möbelt auf führte Jeanette Eggert Regie. Der Wirtschaftsjournalist Rüdiger Jungbluth erkläre den Erfolg des Unternehmens unter anderem mit dem „Bullerbü-Faktor“.
Ein großes Medienecho verursachte die Ankündigung von IKEA Deutschland, künftig in Deutschland Fertighäuser zu verkaufen (in Nordeuropa und Großbritannien stehen bereits etwa 4000 IKEA-Fertighäuser). Wegen der großen Nachfrage entschied das Los über die ersten Käufer.

## Kritik
Siehe auch: IKEA#Kritik
Seit 2010 gelten die Tarifverträge im Einzelhandel für IKEA Deutschland. Damit ist einer der Kritikpunkte gelöst.

### Ausnutzung von Steuerschlupflöchern
IKEA wird vorgeworfen, Steuerschlupflöcher in Deutschland aggressiv auszunutzen, so etwa durch die Aufnahme von Krediten beim IKEA-Konzern im Ausland. Das führt dazu, dass die Schuldzinsen steuermindernd geltend gemacht werden können, wodurch Einsparungen in Höhe von etwa 30 Millionen Euro pro Jahr erzielt werden. Des Weiteren werden für die einzelnen IKEA-Produkte Lizenzgebühren fällig (pro Jahr etwa 60 Millionen Euro), die an eine ausländische IKEA-Firma in den Niederlanden abgeführt werden müssen, wo sie auch versteuert werden; dadurch entgehen dem deutschen Fiskus Steuereinnahmen. Laut Lorenz Jarass gelang es dem Konzern somit, seine Steuerlast von knapp 40 Prozent auf etwa 15 Prozent zu reduzieren.

### Überwachung von Mitarbeitern und Behinderung von Betriebsräten
Im April 2008 berichtete das ZDF-Magazin Frontal21 davon, dass kranke, ältere und alleinerziehende Mitarbeiter bei IKEA unter Druck gesetzt und Betriebsräte massiv in ihrer Arbeit behindert werden. Die dünne Personaldecke führe zu körperlichen Zusammenbrüchen von Mitarbeitern, von Teilzeitkräften werde totale Flexibilität bei schlechter Bezahlung erwartet. Nach Recherchen des Fernsehmagazins werden IKEA-Mitarbeiter ohne Zustimmung des Betriebsrats mit Kameras überwacht und zudem illegale Protokolle über den Gesundheitszustand von Mitarbeitern angefertigt. Auf Betriebsräte werde von Vorgesetzten massiver Druck ausgeübt.
In einer Pressemitteilung vom 29. April 2008 nahm IKEA zu den Vorwürfen Stellung und warf dem Magazin Frontal21 vor, Ereignisse aufzugreifen, die bereits mehrere Jahre zurücklägen. IKEA habe in diesen Fällen bereits personelle Konsequenzen gezogen. Außerdem wurde Thomas Ossowicki, stellvertretender Vorsitzender des Gesamtbetriebsrates, mit den Worten zitiert, dass bei IKEA strittige Themen in einem konstruktiven und gemeinsamen Dialog gelöst würden.

### Korruption in der IKEA-Bauabteilung
Mehr als 20 Jahre lang nahmen Mitarbeiter der IKEA-Bauabteilung Schmiergelder von etlichen Bauunternehmern an und verteilten dafür Bauaufträge. Am 16. August 2005 wurden Geschäftsräume des Unternehmens von der Staatsanwaltschaft durchsucht, nachdem eine Mitarbeiterin Hinweise gegeben hatte. In darauf folgenden Prozessen am Landgericht Frankfurt am Main wurden mehrere Freiheitsstrafen sowie Geldstrafen verhängt. IKEA etablierte daraufhin Anti-Korruptions-Maßnahmen im Unternehmen.

### Verwendung von nicht nachhaltigem Holz
Der Westdeutsche Rundfunk produzierte in seiner Serie Markencheck 2012 eine Folge über IKEA. Darin wurde unter anderem dargestellt, dass IKEA trotz behaupteter nachhaltiger Produktion Holz aus von raubbaugefährdeten Gebieten wie Sibirien verwendet, möglicherweise zum Teil sogar aus illegaler Abholzung. In einem weiteren Markencheck 2014 wurden diese Vorwürfe nicht wiederholt, jedoch erhob der Marktcheck im SWR 2019 erneut Vorwürfe im Rahmen des Ankaufs von Waldgebieten durch die IKEA Resource Independence Forest Assets (IRI Forest Assets) in Rumänien. Dort bezieht IKEA 8 Prozent seines Holzbedarfs und ist mit über 30.000 Hektar der größte private Waldeigentümer. IKEA bestätigte dem SRF und dem SWR auf Anfrage, Rumänien sei ein „Hochrisikoland“ der Holzindustrie und Eigentumsstreitigkeiten existierten, man halte aber alle Gesetze ein und arbeite nur mit zertifiziertem Holz. 2024 erhob Greenpeace Vorwürfe an IKEA, dass diese bei der Abholzung der Urwälder Rumäniens für die Möbelproduktion beteiligt wäre.

### Produktion in der DDR
Zulieferer von IKEA Deutschland waren bis 1990 auch Kombinate und Volkseigene Betriebe der DDR wie beispielsweise der VEB Metalldrücker Halle, diese nutzten ihrerseits auch die Arbeitskraft von Strafgefangenen. Teilweise wurden auch minderjährige Häftlinge eingesetzt wie zum Beispiel aus dem Jugendhaus Halle. Der Interzonenhandel bezüglich IKEA war jahrzehntelang geheim gehalten worden, das schwedische Nachrichtenmagazin Uppdrag Granskning (Sveriges Television) brachte die Tatsachen erst 2012 an die Öffentlichkeit. Im Mai 2012 beauftragte IKEA das Wirtschaftsprüfungsunternehmen Ernst & Young mit der Untersuchung über den Einsatz von Zwangsarbeit bei der Möbelproduktion im Zeitraum von 1960 bis 1990. Der Bericht wurde jedoch aus Datenschutzgründen nicht veröffentlicht.

### Rückgabe eines Tierschutzpreises
Ende November 2017 musste IKEA Deutschland ebenso wie in acht weiteren Ländern eine Tierschutz-Auszeichnung zurückgeben, da es seine Selbstverpflichtungen für eine bessere Masthühnerhaltung nicht eingehalten hat. Das Unternehmen, das zu den größten Restaurantbetreibern Deutschlands zählt, hatte 2011 den „Good Chicken Award“ („Das werte Huhn“) der Tierschutzorganisation Compassion in World Farming für seine Zusagen erhalten, binnen fünf Jahren mehrere Tierschutzkriterien umzusetzen.

### Verweigern von Verbraucherrechten
IKEA bemüht sich zwar um unkomplizierten Umtausch bei Reklamationen, leistet aber den dabei nach § 439 Abs. 2 BGB  zu zahlenden Ersatz für die dafür erforderlichen Transportaufwendungen erst dann, wenn der Kunde Zivilklage erhebt. Der in eigener Sache in einem solchen Fall erfolgreich tätige Rechtsanwalt Achim Doerfer  kommentierte diese Methode so: „Ikea spart eine Menge Geld dadurch, dass viele Leute diese Rechte nicht kennen. Mir wäre es wichtig gewesen, da ein Urteil zu erstreiten.“

## eMobility
IKEA bietet seit 2015 an zahlreichen Standorten die Möglichkeit an, Elektrofahrzeuge aufzuladen. Es stehen an jedem Standort zwei Ladesäulen jeweils mit Anschlüssen für CHAdeMO, CCS und Typ 2 kostenfrei zur Verfügung. Alle Standorte sollen bis 2020 vollständig ausgebaut sein.

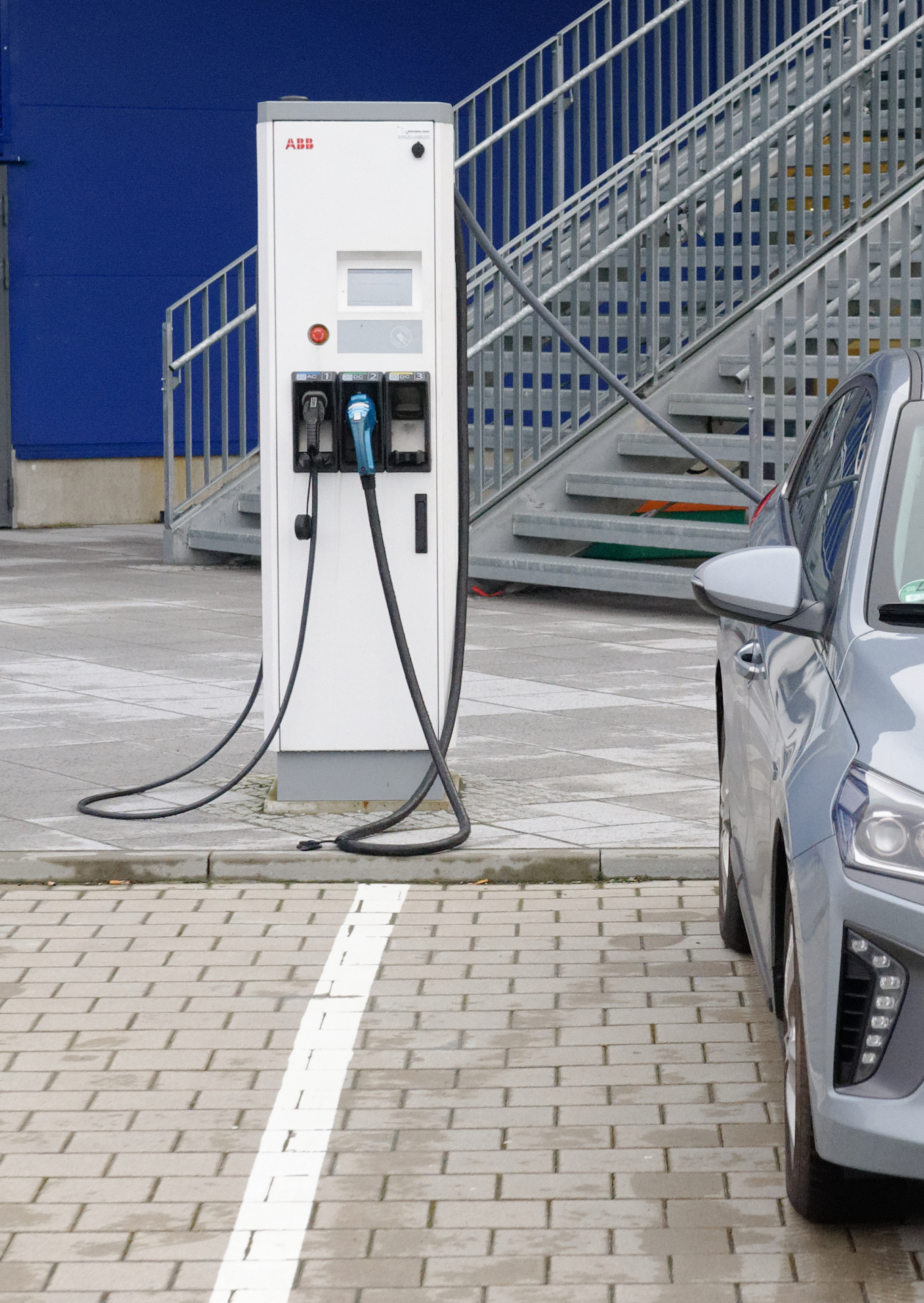
Ladestation bei IKEA Wuppertal

## Windparks
IKEA Deutschland betreibt mehrere Windparks u. a. in Zettingen Hambuch (sechs Anlagen mit 13,8 MW), Winterspelt (6 Anlagen mit 12 MW) und Oberende (5 Anlagen mit 4,25 MW), welche Teil der Ingka Foundation sind.

## Hinweise auf Jahresabschlüsse
- IKEA Konzern. Abgerufen am 19. Dezember 2012.
- INGKA HOLDING B.V., Leiden, im E-Bundesanzeiger, veröffentlicht am 31. August 2012.
- IKEA Deutschland. Abgerufen am 19. Dezember 2012.